# Gianni Versace
Giovanni Maria "Gianni" Versace (Italiano: [ˈdʒanni verˈsaːtʃe]; Régio da Calábria, 2 de dezembro de 1946 — Miami Beach, 15 de julho de 1997) foi um designer de moda italiano e fundador da Versace, uma famosa marca italiana que produz acessórios, fragrâncias, maquiagem, artigos de decoração e roupas. Ele também projetou roupas para teatro e filmes. Como amigo de Eric Clapton, Diana, Princesa de Gales, Naomi Campbell, Duran Duran, Kate Moss, Madonna, Elton John, Cher, Sting, Tupac, The Notorious B.I.G. e muitas outras celebridades, ele foi um dos primeiros estilistas a ligar a moda ao mundo da música. Em 15 de julho de 1997, Versace foi baleado e morto por Andrew Cunanan fora de sua mansão em Miami Beach, Casa Casuarina, aos 50 anos.

## Início de vida
Giovanni Maria Versace nasceu na cidade de Reggio Calabria, Itália, em 2 de dezembro de 1946, e cresceu com seu irmão mais velho, Santo Versace, e sua irmã mais nova, Donatella Versace, junto com seu pai e mãe costureira, Francesca. Sua irmã mais velha, Tina, morreu aos 12 anos por causa de uma infecção por tétano tratada indevidamente.
Versace foi fortemente influenciado pela antiga história grega, que domina a paisagem histórica de sua terra natal. Frequentou o Liceo Classico Tommaso Campanella, onde estudou latim e grego antigo, sem completar o curso. Ele também foi influenciado por Andy Warhol.
Versace começou sua aprendizagem com poucos anos de idade, no negócio de costura de sua mãe, que empregava até uma dúzia de costureiras. Em 1973, ele se tornou o designer de "Byblos", uma linha juvenil bem sucedida da Genny, e em 1977, ele projetou Complice, outra linha, mais experimental, para Genny. Algum tempo depois, encorajado por seu sucesso, Versace apresentou sua primeira coleção de firma para mulheres no Museo della Permanente de Milão. Seu primeiro desfile seguiu em setembro do mesmo ano. Sua primeira butique foi inaugurada na Via della Spiga, em Milão, em 1978.

## Império da moda
Depois de abrir sua butique em Milão em 1978, Versace rapidamente se tornou uma sensação no cenário da moda internacional. Seus designs usavam cores vivas, estampas arrojadas e cortes sensuais, que eram um contraste refrescante com o gosto predominante pelas cores suaves e simplicidade. Sua estética "combinou o classicismo luxuoso com a sexualidade aberta", atraiu muitas críticas além de elogios. Ele é citado dizendo: "Eu não acredito em bom gosto", o que se refletiu em seu "descarado desafio às regras da moda". Um ditado tornou-se referência atual da famosa rivalidade de Versace com Giorgio Armani: "Armani veste a esposa, Versace veste a amante".
Em 1978, Versace construiu a empresa com o apoio de sua família, empregando sua irmã Donatella como vice-presidente e seu irmão Santo como presidente da empresa. O alcance de Donatella se estendeu à supervisão criativa, onde ela atuou como consultora-chave da Versace.
Entre as inovações mais famosas da Versace, estava a invenção, em 1982, de um tipo de cota de malha superleve chamado "Oroton", que se tornou um material de assinatura em suas roupas. Seus ternos foram inspirados mais por sua experiência em alfaiataria feminina, partindo dos modelos masculinos de Savile Row criando trajes que acentuavam a forma masculina e "insistiam em homens como objetos sexuais".
Versace estava muito orgulhoso de sua herança sulista italiana e infundiu seus desenhos com motivos inspirados em movimentos históricos de moda e arte, especialmente arte greco-romana. Isto é evidente no logotipo da empresa, o Medusa Head, e motivos recorrentes como a chave grega. Ele também permitiu que seu amor pela arte contemporânea inspirasse seu trabalho, criando estampas gráficas baseadas na arte de Roy Lichtenstein e Andy Warhol.
Em 1982, a Versace expandiu os negócios para joalheria e utilidades domésticas, projetando móveis de luxo, porcelana e têxteis para casa. Ele era incomum em manter o controle criativo completo sobre todos os aspectos de sua empresa. Em 1989, a empresa expandiu-se para a alta costura com o lançamento do Atelier Versace. Versace tornou-se conhecido por empregar celebridades em suas campanhas de marketing e colocá-las nas primeiras filas de seus desfiles. Acredita-se também que ele tenha inventado a moda da supermodelo dos anos 90, descobrindo e apresentando grandes supermodelos como Naomi Campbell, Christy Turlington e Linda Evangelista, as quais ele apresentou tanto na passarela quanto em suas campanhas publicitárias.
Na época de sua morte, o império de Versace foi avaliado em US$ 807 milhões e incluiu 130 boutiques em todo o mundo.

### Designs nos palcos
Ao longo de sua carreira, Versace foi um prolífico designer de figurinos para produções teatrais e artistas performáticos. Ele alegou, "para mim, o teatro é libertação", e seus projetos foram bem servidos por sua propensão para cores ousadas, tecidos, embelezamento e um conhecimento enciclopédico da história da moda. Foi colaborador do La Scala Theatre Ballet de Milão e desenhou os figurinos do balé Josephslegende, de Strauss, em 1982, e Don Pasquale, de Donizetti. Ele também desenhou os figurinos para cinco produções de Béjart Ballet: Dionysos (1984), Leda and the Swan (1987), Malraux ou la Métamorphoses des Dieux (1986), Chaka Zulu (1989) e o Ballet du XXme Siècle. Em 1990, ele desenhou os figurinos para a produção Capriccio da Ópera de São Francisco. E para a HIStory World Tour, de Michael Jackson, ele projetou o traje dourado do artista, utilizado entre 1996 e 1997.

## Vida pessoal
Versace conheceu seu parceiro Antonio D'Amico, um modelo, em 1982. Seu relacionamento durou até o assassinato de Versace. Antes de sua morte, Versace foi diagnosticado com câncer de ouvido. Durante esse tempo, D'Amico trabalhou como designer para a empresa, tendo se tornado designer-chefe do Istante e do Versus Sport. O testamento de Versace deixou D'Amico com uma pensão vitalícia de 50 milhões de liras (€ 25 822) por mês e o direito de morar em qualquer uma das casas de Versace na Itália e nos Estados Unidos. No entanto, devido à interferência da família Versace, ele obteve apenas uma fração dessas permissões. D'Amico agora administra sua própria empresa de moda.
Versace era conhecido por gostar de suas sobrinhas e sobrinhos: os dois filhos de Santo, Francesca e Antonio, e os dois filhos de Donatella, Allegra e Daniel.

## Morte

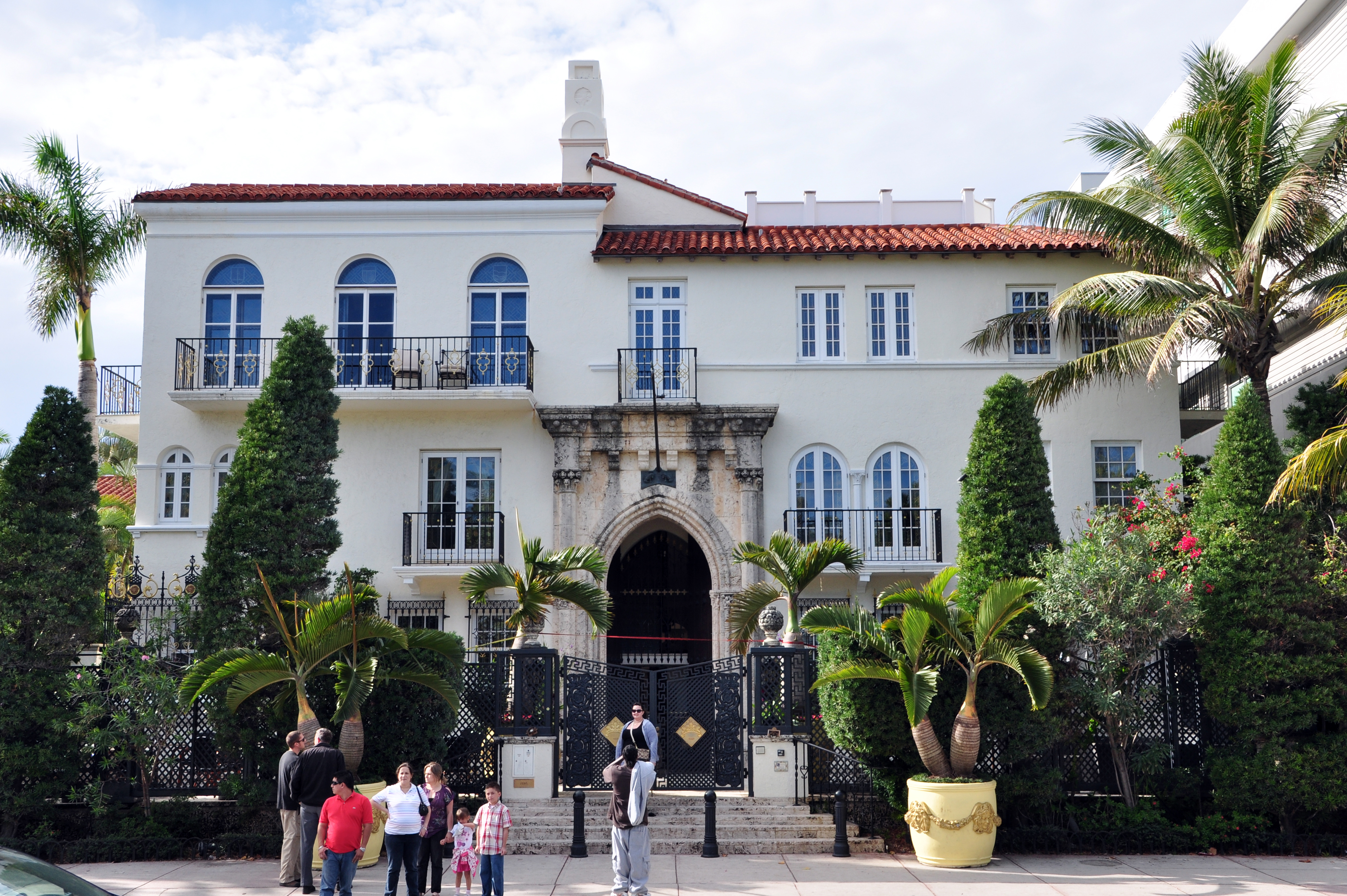
Mansão de Versace em Miami Beach em 2009

Versace foi baleado e morto em 15 de julho de 1997, aos 50 anos, nos degraus de sua mansão em Miami Beach, quando voltava de uma caminhada matinal pela Ocean Drive. Ele foi posteriormente declarado morto no Jackson Memorial Hospital, às 9h21 da manhã. Normalmente, Versace teria um assistente caminhando de sua casa até o café para pegar seus jornais da manhã, mas nessa ocasião ele decidiu ir pessoalmente.
Versace foi assassinado pelo assassino em série Andrew Cunanan, que usou a mesma arma para cometer suicídio em uma casa-barco oito dias depois. Cunanan estava obcecado com o designer, e muitas vezes se gabava de sua estreita "amizade" com Versace, embora isso fosse sintomático dos delírios de grandeza de Cunanan: ele muitas vezes falsamente alegava ter conhecido celebridades. No entanto, os agentes do FBI acreditam que Versace e Cunanan já haviam se encontrado em São Francisco, embora o relacionamento deles ainda seja um mistério. Maureen Orth publicou um artigo de 2008 na Vanity Fair relatando que Cunanan e Versace haviam se encontrado brevemente em uma boate em San Francisco em 1990 (com base em várias declarações de testemunhas oculares) e poderia ter interagido em outras ocasiões, porque ambos estavam envolvidos em círculos de sexo por aluguel em Miami e São Francisco. No entanto, a família de Versace sempre negou firmemente que os dois já se conheceram.
Versace foi a quinta e última vítima de Cunanan. A polícia disse que não sabe por que Versace foi morto. "Eu não sei se vamos conhecer as respostas", disse o chefe da polícia de Miami Beach, Richard Barreto.
O corpo de Versace foi cremado e suas cinzas voltaram para a propriedade da família perto de Cernobbio, na Itália, e foram enterradas no cofre da família no cemitério de Moltrasio, perto do Lago de Como. A liturgia fúnebre de Versace, realizada na Catedral de Milão, contou com a participação de mais de 2 mil pessoas, incluindo Diana, Princesa de Gales, que morreu em um acidente de carro pouco mais de um mês depois. Em setembro de 1997, a mídia anunciou que o irmão de Versace, Santo, seria o novo diretor executivo da Gianni Versace S.p.A., enquanto a irmã de Versace, Donatella, se tornaria a nova chefe de design.
Em seu testamento, Versace deixou 50% de seu império fashion para sua sobrinha, Allegra Versace. Ela e seu irmão mais novo, Daniel, herdaram a coleção de obras de arte rara da Versace. Allegra herdou sua participação, valendo aproximadamente 500 milhões de dólares, quando completou 18 anos em 2004.